# 1809 na música

## Nascimentos
| Data           | Nome              | Profissão                    | Nacionalidade | Observações | Ref |
| -------------- | ----------------- | ---------------------------- | ------------- | ----------- | --- |
| 3 de Fevereiro | Felix Mendelssohn | compositor erudito romântico | Alemanha      | m. 1847     |     |

## Mortes
| Data       | Nome                         | Profissão           | Nacionalidade | Observações | Ref |
| ---------- | ---------------------------- | ------------------- | ------------- | ----------- | --- |
| 7 de Março | Johann Georg Albrechtsberger | músico e compositor | Áustria       | n. 1735     |     |
| 31 de Maio | Franz Joseph Haydn           | compositor          | Áustria       | n. 1733     |     |